# Tian-Shan-Gebirge in Xinjiang
Tian-Shan in Xinjiang (chinesisch 新疆天山山脉, Pinyin Xīnjiāng Tiānshān Shānmài) oder eingedeutscht als Tienschan von Sinkiang (新疆天山,  Xīnjiāng Tiānshān – „Himmelsberg von Xinjiang“) ist eine von der UNESCO gelistete Stätte des Weltnaturerbes in Asien. Die Welterbestätte liegt in dem Uigurischen Autonomen Gebiet Xinjiang in der Volksrepublik China.

## Hintergrund
Der Tian Shan (Tienschan) ist ein Hochgebirge in der Großlandschaft Turkestan im Inneren von Asien. Sein östlicher Teil liegt in dem Uigurischen Autonomen Gebiet Xinjiang im Nordwesten der Volksrepublik China, sein westlicher Teil erstreckt sich über die zentralasiatischen Staaten Kasachstan, Kirgisistan, Tadschikistan und Usbekistan.

## Eintragung
Tian-Shan-Gebirge in Xinjiang wurde 2013 aufgrund eines Beschlusses der 37. Sitzung des World Heritage Committee in die Liste des UNESCO-Welterbes eingetragen.
In der Begründung für die Eintragung heißt es unter anderem:
Die Stätte verfügt über herausragende landschaftlich reizvolle Werte und viele hervorragende Naturmerkmale - von Rotbett-Canyons über hohe Gipfel und Gletscher bis hin zu schönen Feuchtgebieten, Wiesen und Steppen. Der visuelle Eindruck dieser Merkmale wird durch die starken Kontraste zwischen den Berggebieten und riesigen mittelasiatischen Wüsten sowie zwischen den trockenen Südhängen und den viel feuchteren Nordhängen verstärkt. Das Tian-Shan-Gebirge in Xinjiang ist auch ein herausragendes Beispiel für den laufenden biologischen und ökologischen evolutionären Prozess in einer gemäßigten Trockenzone.
Die Eintragung erfolgte aufgrund der Kriterien (vii) und (ix).
(vii): Der in Xinjiang liegende Teil des Tian-Shan erstreckt sich in Ost-West-Richtung über 1.760 km und ist ein Gebirgszug von hervorragender natürlicher Schönheit. … Die Gebirgskette liegt zwischen zwei zentralasiatischen Wüsten, der Junggar-Wüste im Norden und der Tarim-Wüste im Süden. Die Schönheit des Tian-Shan-Gebirges in Xinjiang liegt nicht nur in seinen spektakulären schneebedeckten Bergen und gletscherüberzogenen Gipfeln, schönen Wäldern und Wiesen, klaren Flüssen und Seen und Rotbett-Canyons, sondern auch in der Kombination und dem Kontrast zwischen den Berg-Elementen und den riesigen Wüsten. Der schroffe Unterschied zwischen den nackten Felsen an seinem Südhang und üppigen Wald und Wiesen auf der Nordseite schafft einen eindrucksvoll visuellen Kontrast zwischen Umgebungen, die heiß und kalt, trocken und nass, öde und üppig - und von außergewöhnlicher Schönheit sind.
(ix): Das Tian-Shan-Gebirge in Xinjiang ist ein hervorragendes Beispiel für den laufenden biologischen und ökologischen Evolutionsprozess in einer gemäßigten Trockenzone. Die Landschaften und Ökosysteme sind seit dem Pliozän erhalten aufgrund der Lage des Tian Shan zwischen zwei Wüsten und dem zentralasiatischen Kontinentalklima, das unter den Bergökosystemen der Welt einzigartig ist. Xinjiang Tianshan hat alle typischen Berghöhenzonen einer gemäßigten Trockenzone, was die Feuchtigkeits- und Wärmeveränderungen in verschiedenen Höhen, Steigungen und Abhängen widerspiegelt. Die Stätte ist ein hervorragendes Beispiel für das Studium der biologischen Gemeinschaftenabfolge in Berg-Ökosystemen in einer ariden Zone, die einem globalen Klimawandel ausgesetzt ist. Das Tian-Shan-Gebirge in Xinjiang ist auch eine hervorragende Darstellung der biologischen und ökologischen Evolution in den Pamir-Tian-Shan-Hochland. Vegetationsverteilungen nach Höhe, signifikante Unterschiede zwischen Nord- und Südhängen und Vielfalt der Flora zeigen die biologische und ökologische Evolution des Pamir-Tian-Shan-Hochlands. Die Stätte ist auch ein wichtiger Lebensraum für Relikt-Arten und zahlreiche seltene und bedrohte Arten sowie endemische Arten. Sie ist repräsentativ für den Prozess, bei dem die ursprüngliche Warm-Und-Nass-Flora allmählich durch eine moderne xerische mediterrane Flora ersetzt wurde.
Drei Jahre nach Tian-Shan-Gebirge in Xinjiang wurde 2016 auch der Westteil des Gebirges unter der Bezeichnung Westliches Tian-Shan-Gebirge als grenzübergreifende Naturerbestätte in Kasachstan, Kirgisistan und Usbekistan in die Welterbeliste eingetragen.

## Schutzgebiete
Die Welterbestätte umfasst vier Areale. Diese haben insgesamt einen Schutzbereich von 606.833 ha und sind jeweils von Pufferzonen umgeben, die insgesamt eine Fläche von 491.103 ha haben.
| ID-Nr.   | Bezeichnung        | Lage                                                      | Schutzbereich | Pufferzone |
| -------- | ------------------ | --------------------------------------------------------- | ------------- | ---------- |
| 1414-001 | Tomur              | Regierungsbezirk Aksu (Geokoordinaten)                    | 344.828 ha    | 280.120 ha |
| 1414-002 | Kalajun-Kuerdening | Kasachischer Autonomer Bezirk Ili (Geokoordinaten)        | 113.818 ha    | 89.346 ha  |
| 1414-003 | Bayinbuluke        | Mongolischer Autonomer Bezirk Bayingolin (Geokoordinaten) | 109.448 ha    | 80.090 ha  |
| 1414-004 | Bogda              | Autonomer Bezirk Changji der Hui (Geokoordinaten)         | 38.739 ha     | 41.547 ha  |

Die einzelnen Areale umfassen bestehende Naturschutzgebiete oder Nationalparks.
Das Tomur-Areal umfasst das Tomur-Naturreservat mit der Hauptkette des Tian Shan an der Grenze zu Kirgisistan, in dem mit dem Dschengisch Tschokusu (Tomur, 7439 m) der höchste Berg des gesamten Tian Shan liegt, der gleichzeitig die höchste Erhebung von Xinjiang und von Kirgisistan ist. Das Reservat beherbergt seltene Arten wie den Schneeleoparden.
Das Kalajun-Kuerdening-Areal (喀拉峻—库尔德宁, selten auch 卡拉军—库尔德宁) umfasst im Westen den Kalajun-Provinzpark (喀拉峻风景区, selten auch 卡拉军风景区) und im Osten das Kuerdening-Naturreservat (库尔德宁自然保护区). Es liegt in einer Gebirgskette südlich des Flusses Ili und zeichnet sich durch eine besonders hohe Biodiversität aus.
Das Bayinbuluke-Areal umfasst das Bayinbuluke-Naturreservat mit dem Bayinbuluke-Grasland (巴音布鲁克草原), einem der größten Feuchtbiotope Chinas. Es liegt in einem Becken zwischen zwei Gebirgsketten, das von dem Fluss Kaidu durchflossen wird.
Das Bogda-Areal liegt in dem Bogda-Gebirge und umfasst im Norden den Tian-Shan-Tianchi-Nationalpark mit dem Bogda Feng (5445 m) und dem Gebirgssee Tianchi („Himmelssee“, 天池, ⊙) und im Süden das Bogda-Naturreservat.

## Bilder

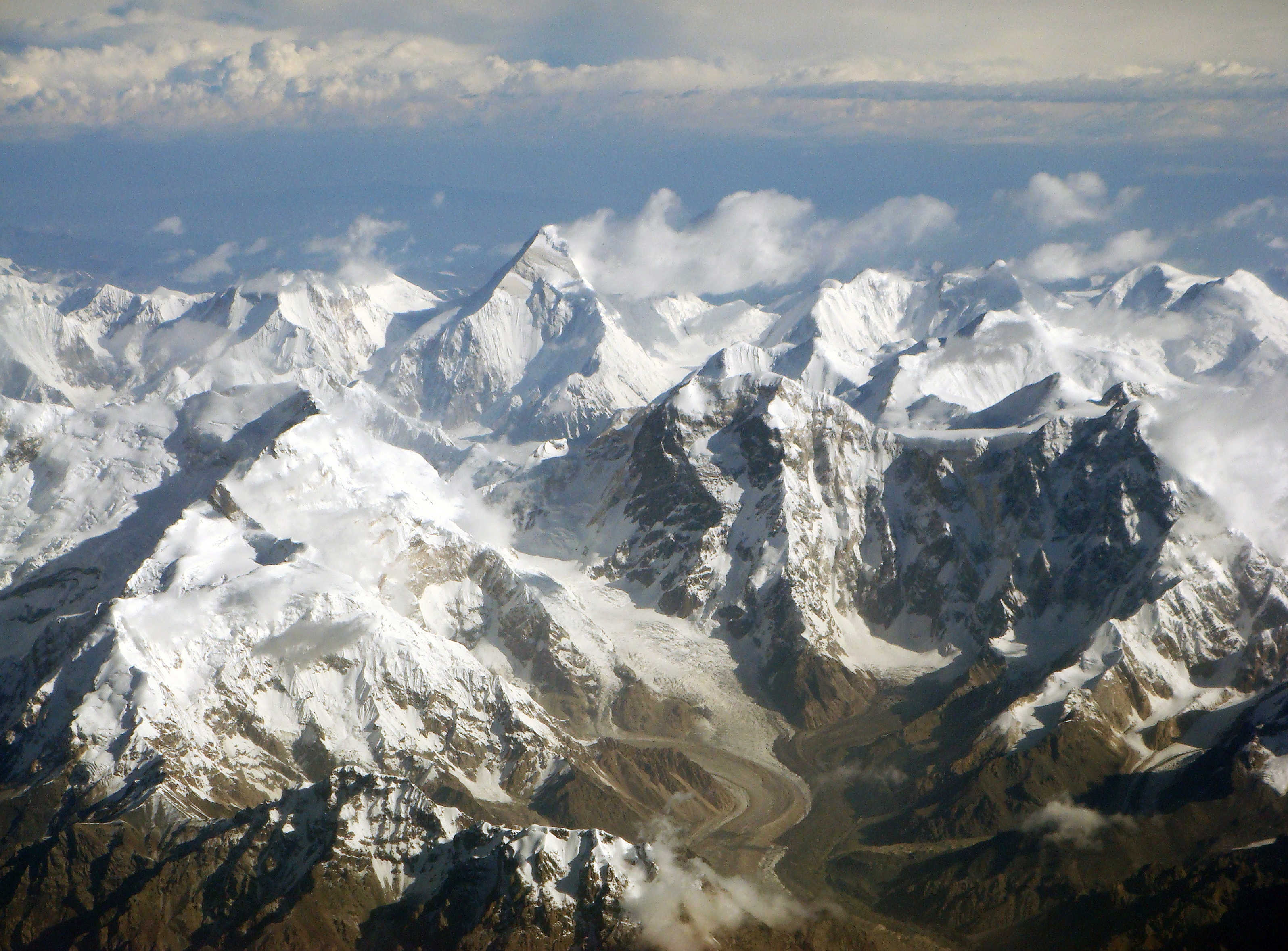
Hochgebirgsregion im Tomur-Naturreservat
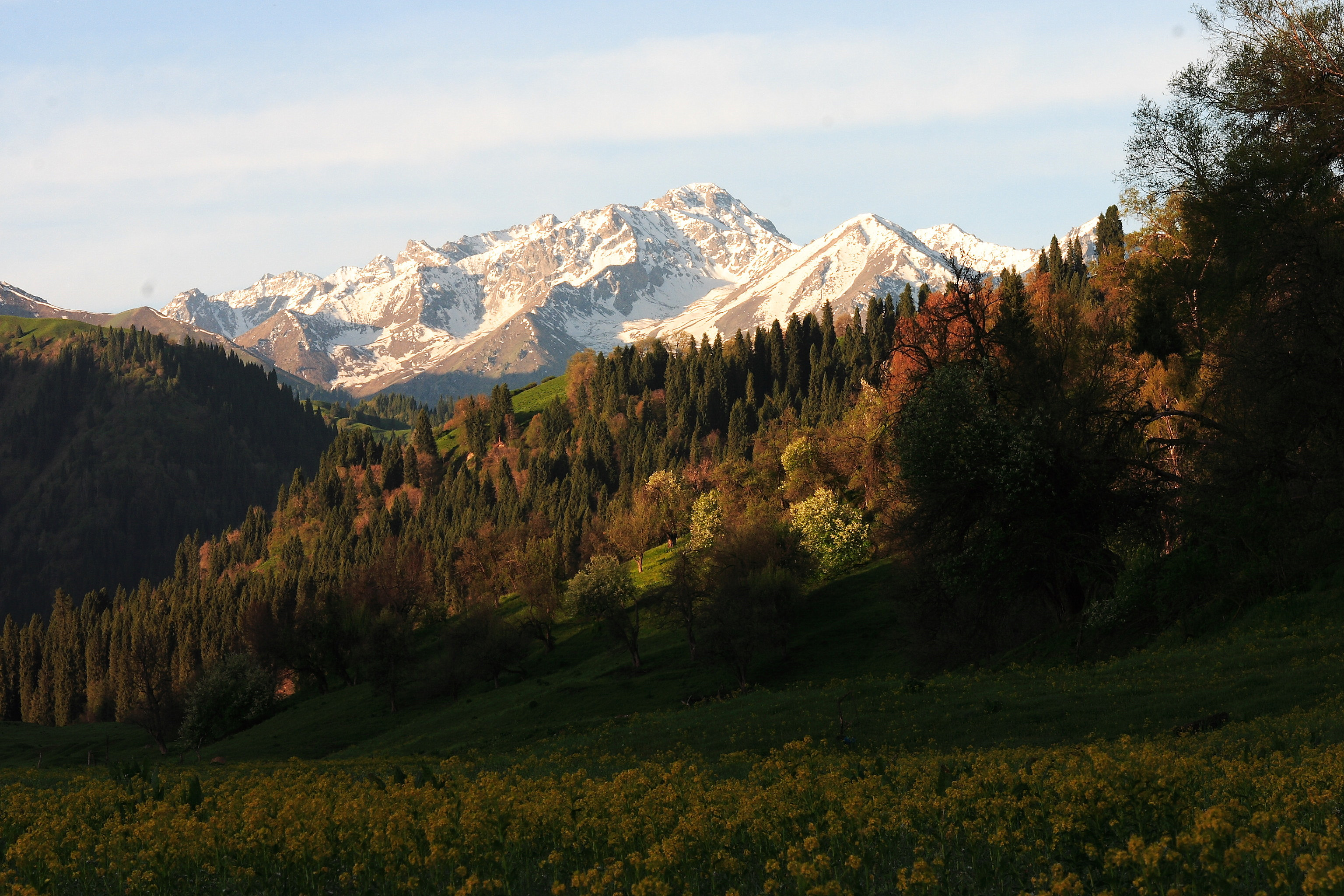
Kuerdening-Tal
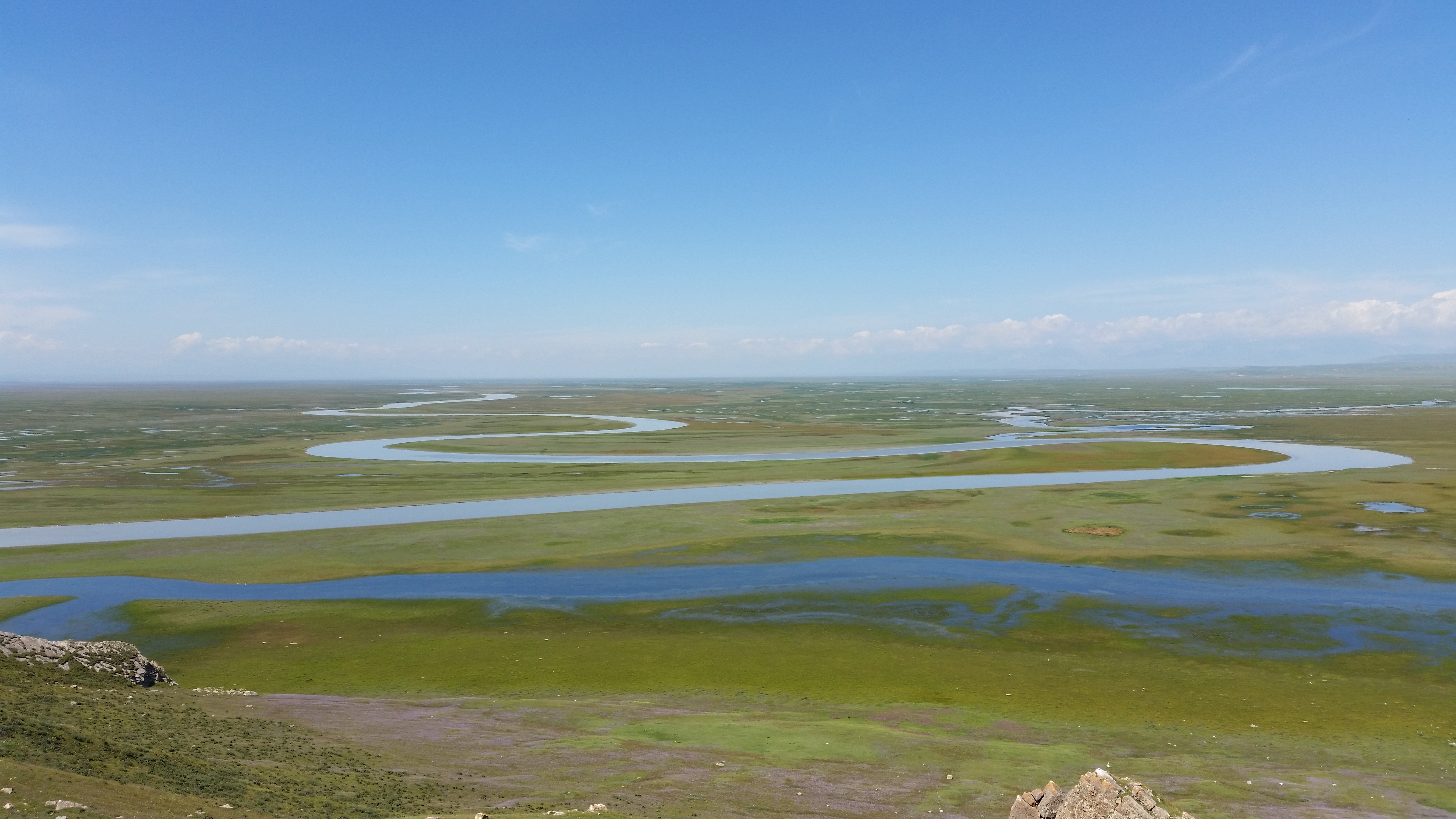
Bayinbuluke-Grasland
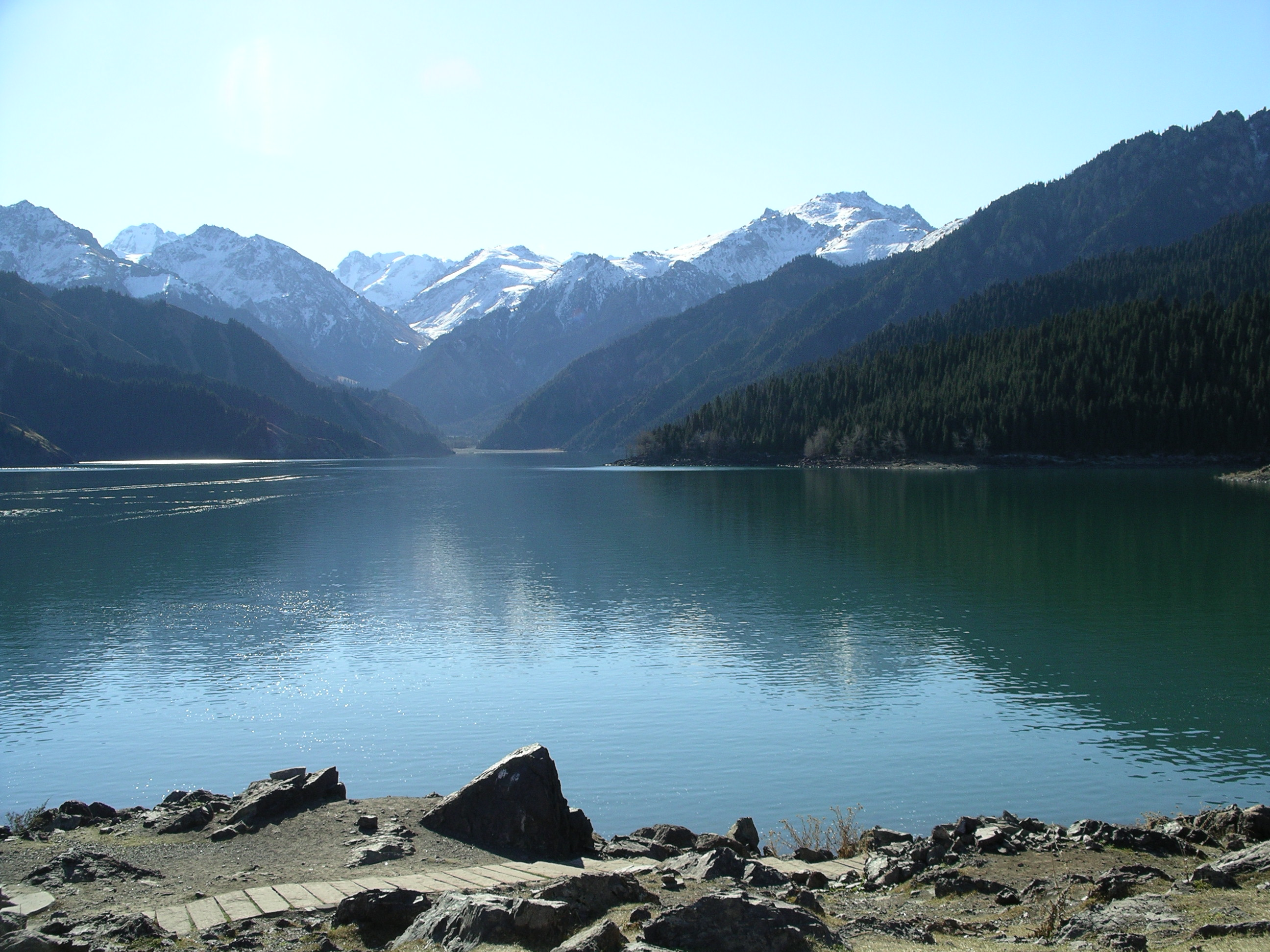
Blick über den Himmelssee zum Bogda Feng